# Чудотворець (Цілком таємно)

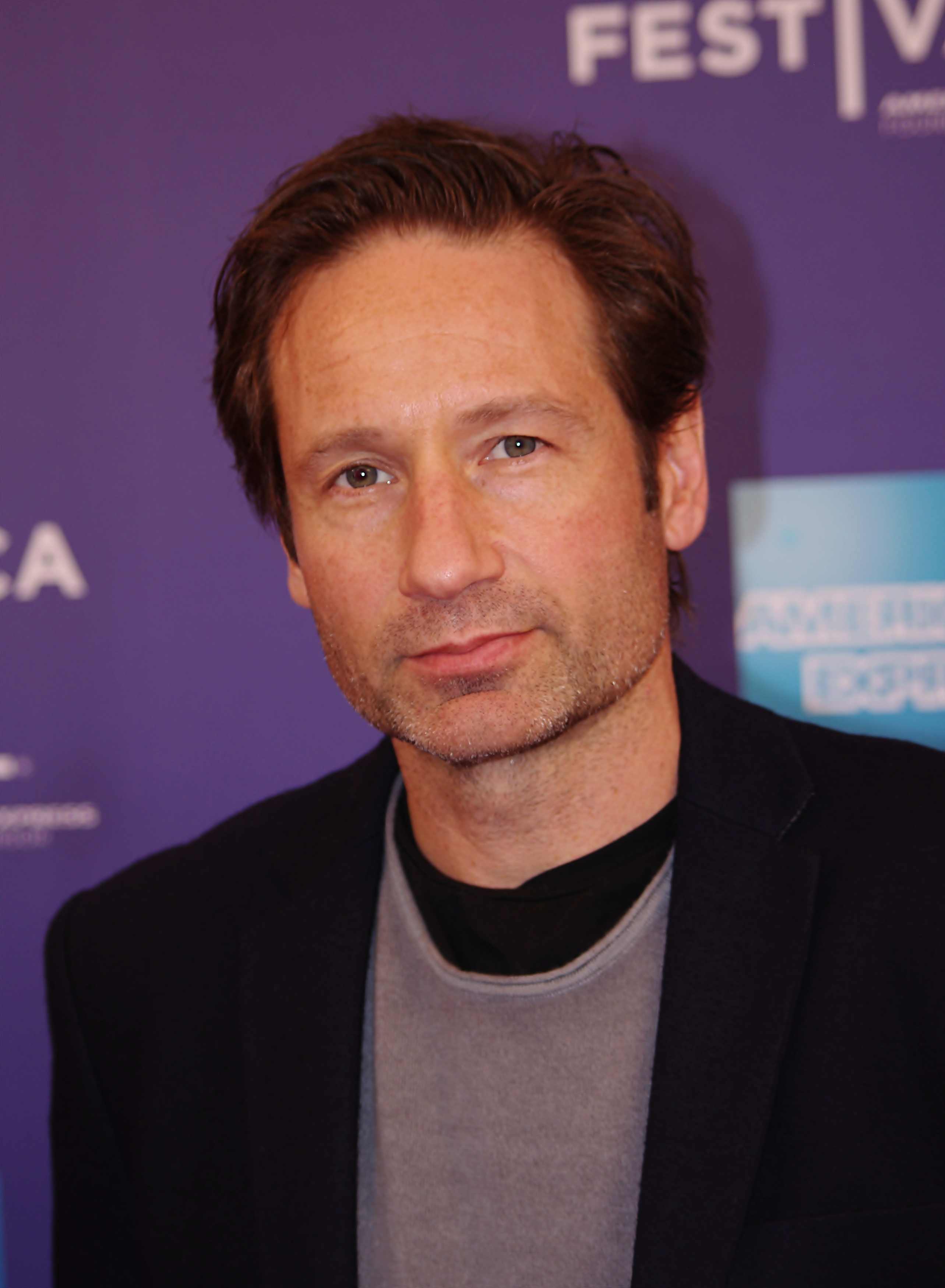

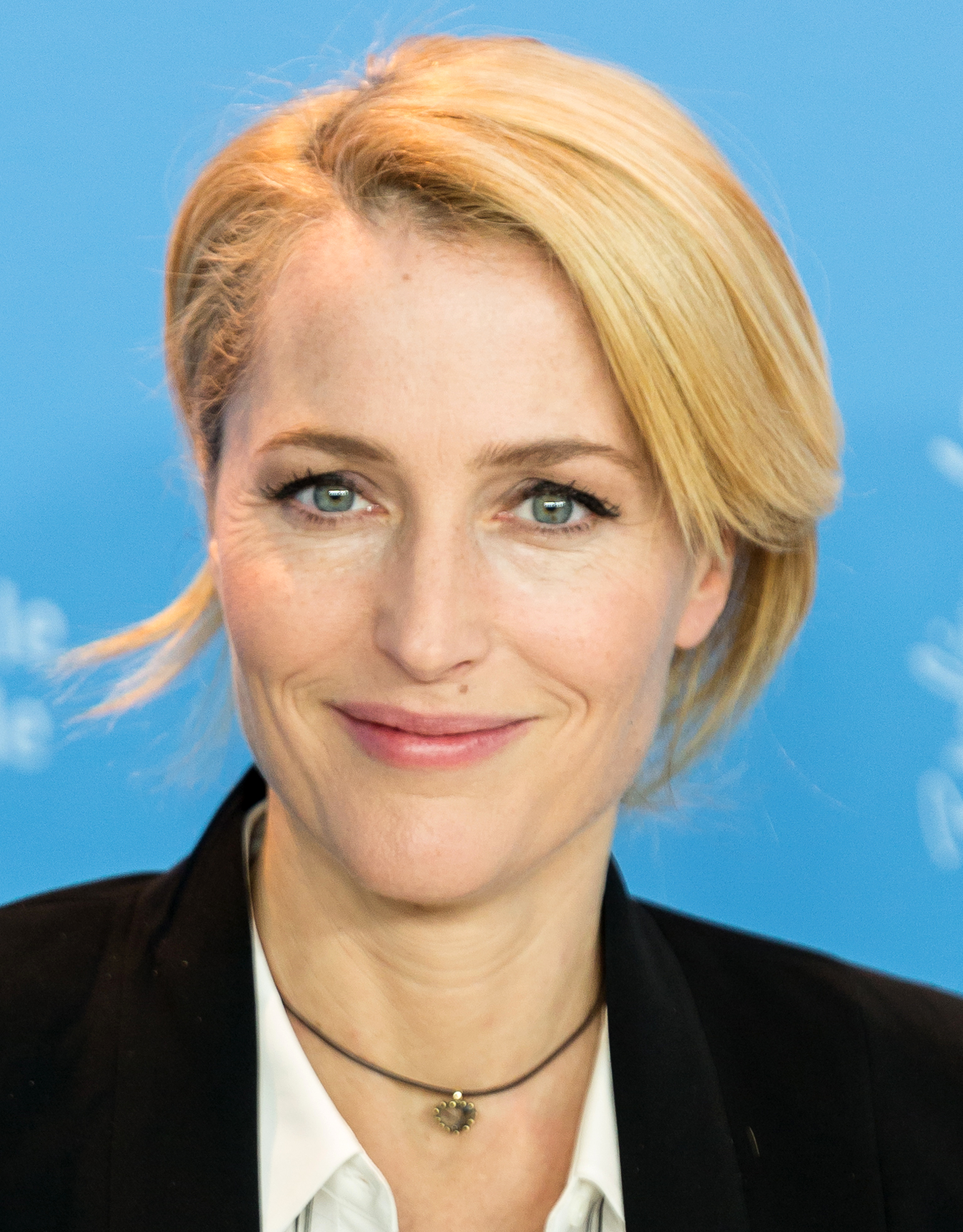

Чудотворець (Miracle Man) — вісімнадцята частина першого сезону серіалу «Цілком таємно» («Секретні матеріали»).

## Короткий зміст
1983 року хлопчик прокладає собі дорогу серед команди рятівників, аби, відкривши мішок із тілом загинулого, оповісти сильно обгорілму трупу: «Встань та зцілися». Хлопчику робить зауваження один із пожежних, однак його батько переконує присутніх дозволити дитині продовжити. Як тільки хлопчик продовжує почату справу, обгоріле тіло починає повертатися до життя.
10 років по тому Скаллі показує Малдеру відеоплівку релігійної служби, котру веде Харлі, той самий хлопчик. Він став послідовником євангельської віри та цілителем для пастви, котрою керує його батько Келвін. На плівці зафіксовано два імовірні зцілення, зцілені ж згодом померли. Агенти приїздять до Теннессі та виявляють, що Семюел зник, хоча згодом його виявляють в барі сильно напідпитку — його віра сильно похитнулася від трагічних випадків. Скаллі та Малдер сумніва.ться в його здібностях, однак Семюелу вдається переконати Малдера тим, що він дізнається про сестру Фокса, котра зникла в дитинстві. Малдеру з'являється видіння Саманти, і неодноразово. Семюела беруть під варту, однак під час слухання справи про звільнення його під заставу в залі суду починає роїтися сарана — це допомагає йому повернутися на свободу.
По звільненні Семюел повертається до свого приходу та намагається вилікувати жінку в кріслі-колясці. Однак жінка починає задихатися від приступу й помирає, Семюела арештовують знову. Аутопсія вказує на смерть жінки від отруєння ціанідом. В тому часі агенти здобувають докази, що нашестя сарани в залі суду — це цілком звичайні для даної місцевості коники-стрибунці, їх випустили через вентиляційну систему будови. Малдер переконаний в невинуватості Семюела і, хоча йому вдається переконати місцевого шерифа Моріса Деніелса, шериф нажає змогу двом людям забити Семюела до смерті.
Вдома Леонард Венс — людина, котра ожила завдяки волі Семюела та згодом стала півчим в приході, бачить привид Семюела, котрий звинувачує його у зраді церкви та причетності до вбивств. Венс зізнається у зробленому та кається в своїй озлобленості через своє воскресіння в такому пошкодженому тілі. Малдер та Скаллі відслідкували велику поставку коників-стрибунців Венсу, їдуть до нього, застають Леонарда помираючим від отруєння ціанідом, котрий він сам випив. Перед смертю Венс зізнається в скоєнні убивств.
Агенти вже готуються завершити роботу над справою, вони телефоном отримують повідомлення, що тіло Семюела зникло із моргу, а свідки бачили його сильно побитим, коли він вештався околицями. Тим часом шерифа Деніелса його помічник бере під охорону — задля допиту прокурором штату через смерть Семюела. В часі, коли агенти покидають Теннесі, церковний приход закривається, а Малдеру знову явиться сестра.

## Знімались
| Актор             | Роль                |
| ----------------- | ------------------- |
| Девід Духовни     | Фокс Малдер         |
| Джилліан Андерсон | Дейна Скаллі        |
| Р. Д. Колл        | шериф Деніелс Моріс |
| Скотт Бейрстоу    | Семюел Гартлі       |
| Денніс Ліпскомб   | Леонард Венс        |

## Принагідно
- Miracle Man
- Miracle Man